# Billboard 200
Billboard 200 er en hitliste, der markerer de 200 mest sælgende musikalbums og EP'er i USA. Den udgives ugentligt af magasinet Billboard magazine og bruges ofte til at måle en kunsters eller et bands popularitet.
| Anime eller manga | Spire Denne artikel om medie og kommunikation er en spire som bør udbygges. Du er velkommen til at hjælpe Wikipedia ved at udvide den. |